# Charles Dumoulin
Pour les articles homonymes, voir Charles Dumoulin (général) et Dumoulin.
Charles Dumoulin, né à Paris en 1500, mort en 1566 est un jurisconsulte français.
Il est connu pour ses prises de position en faveur du gallicanisme (organisation d'une église de France sur le modèle anglican). Il marqua également son opposition au calvinisme dont il dénonça la dérive autoritaire. À la fin de sa vie, il se déclarait luthérien.
Ses contemporains le surnommèrent le Papinien François (« Papinien français » en français moderne).

## Biographie

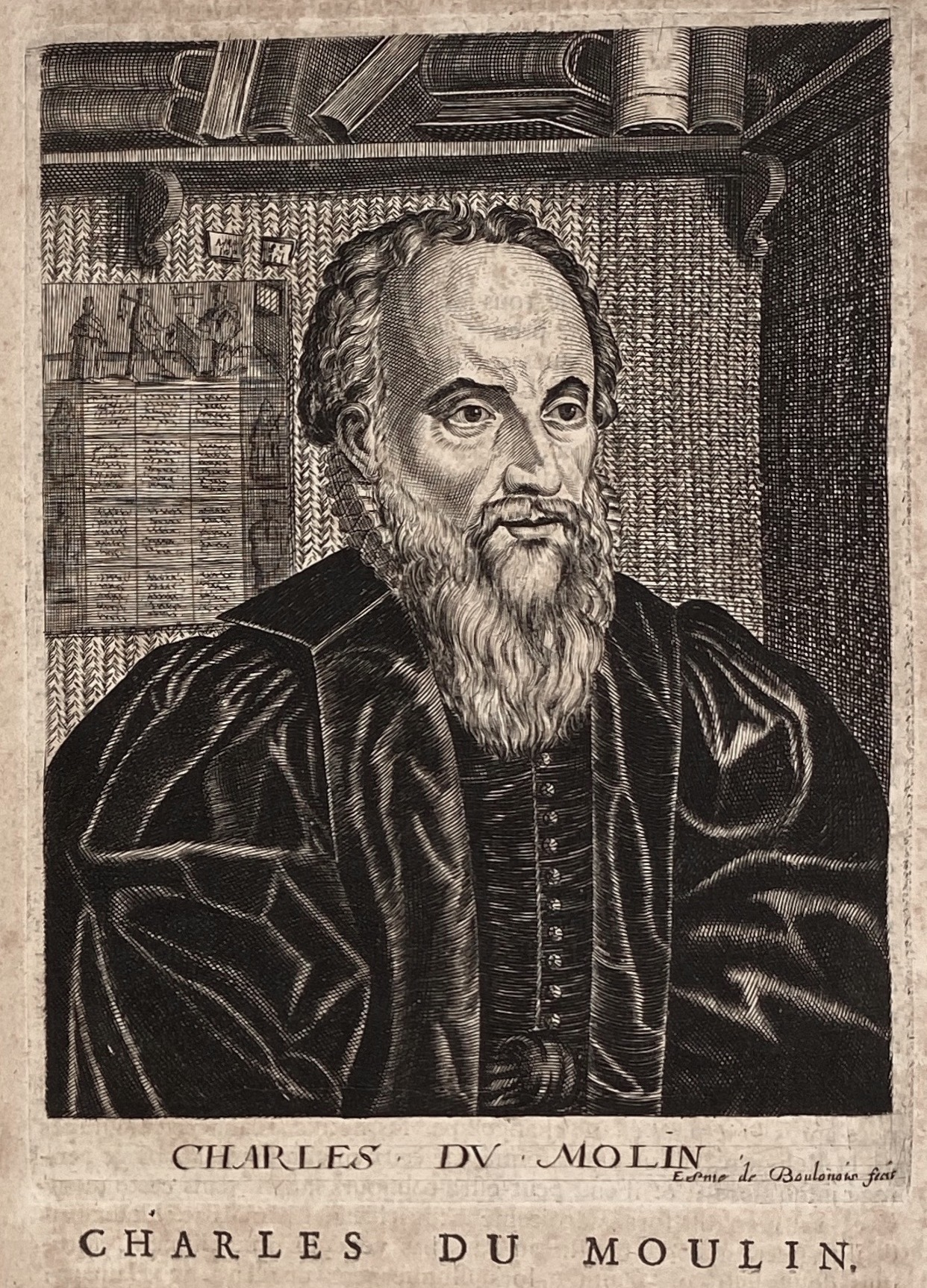
Charles Dumoulin

Né d'une famille noble alliée à Anne Boleyn, Charles Dumoulin grandit dans une famille de juristes. Après des études de Droit à l'université d'Orléans où il reçut l'enseignement de Jean Pyrrhus d’Angleberme et de Pierre Taisan de l'Estoile, et peut-être avoir étudié le droit canon à l'université de Poitiers, iI fut reçu avocat au parlement de Paris en 1522, profession qu'il exerça jusqu'en 1535 malgré un bégaiement. 
En 1539, il publie avec l'aide de François Baudouin la première partie de son ouvrage Commentarii in consuetudines Parisienses, qui ne sera finit qu'en 1552. Cette publication lui assure une belle renommée parmi les praticiens du Droit, qu'il complète par de nombreux ouvrages, tant en français qu'en latin.
Stimulé par la réforme protestante, Dumoulin se montre très critique envers le droit canon : il soutient ainsi en 1551 le roi Henri II contre le pape Jules III dans son ouvrage Commentarius ad edictum Henrici II contra parvas datas et abusus Curiae Romanae, qui fut ensuite condamné par la Sorbonne. À la fin de la crise gallicane, le Parlement de Paris exige de Dumoulin qu'il réfute ses opinions calvinistes, ce qu'il refuse.
Après s'être réfugié successivement à Bâle, Genève, Lausanne, Strasbourg et Marbourg, il finit par s'établir dans le comté de Wurtemberg où il obtint une chaire à l'université de Tübingen en 1533. Se confrontant aux opinions luthériennes de ses collègues, il finit par être contraint de quitter le pays.
Dumoulin revint finalement à Paris en 1557, où il prend ses distances du calvinisme. Au commencement des guerres de Religion, sa maison est pillée et ses copies annotées de Mélanchton et d'Andreas Musculus sont jetées dans les toilettes. Il fuit alors la capitale et se rend à Orléans et Lyon.
À son retour à Paris en 1564, il publie de nouveau des ouvrages pour lesquels il est fort critiqué : sa Consultation de Paris pour la noblesse de Picardie recommande ainsi l'élection des prélats les plus importants ; son Consilium super commodis vel incommodis novae sectae seu ficticiae religionis Jesuitarum critique férocement la Compagnie de Jésus ; et enfin son Conseil sur le fait du Concile de Trente rejette la réception des décrets tridentins en France. Ce-dernier n'ayant pas été autorisé à la vente, le Parlement ordonne l'emprisonnement de Dumoulin, bientôt libéré par l'intervention du roi.
Deux de ses enfants périrent durant le Massacre de la Saint-Barthélemy.
Il fut également rejeté par l’Église protestante après s'être opposé à la suite de Jean Morély, au système de gouvernance autoritaire du calvinisme, qu'il estimait comme pire que l'Église catholique. Il reproche également le rigorisme et le fait que les pasteurs envoyés en France étaient des étrangers, s'imposant face aux protestants plus modérés.
Vers la fin de sa vie, nous ne savons pas s'il se maintient luthérien, ou s'il se reconverti au catholicisme. Il fut inhumé dans le cimetière Saint-André-des-Arts à Paris.

## Doctrine juridique
L'influence de Dumoulin, notamment par ses commentaires sur les coutumes parisiennes (Commentarii in consuetudines parisienses), est énorme. Une édition de ses œuvres le qualifie ainsi de « sommet, chef et commandant-en-chef du droit français » (Gallici juris vertex, ille antistes et dictator) et Troplong le surnomme « le prince des juristes français ». Entre autres, il a grandement inspiré de François Hotman, Guy Coquille, Louis Le Caron et Robert-Joseph Pothier.
Il se montre un adversaire résolu de l'intervention de l'Église catholique dans la sphère juridique : il se montre ainsi partisan de l'incompétence des théologiens et des juridictions ecclésiastiques pour les affaires commerciales, et défend le prêt à intérêt, pourtant réprimé par l'interdit de l'usure.

## Publications
- De feudis, Paris, 1539.

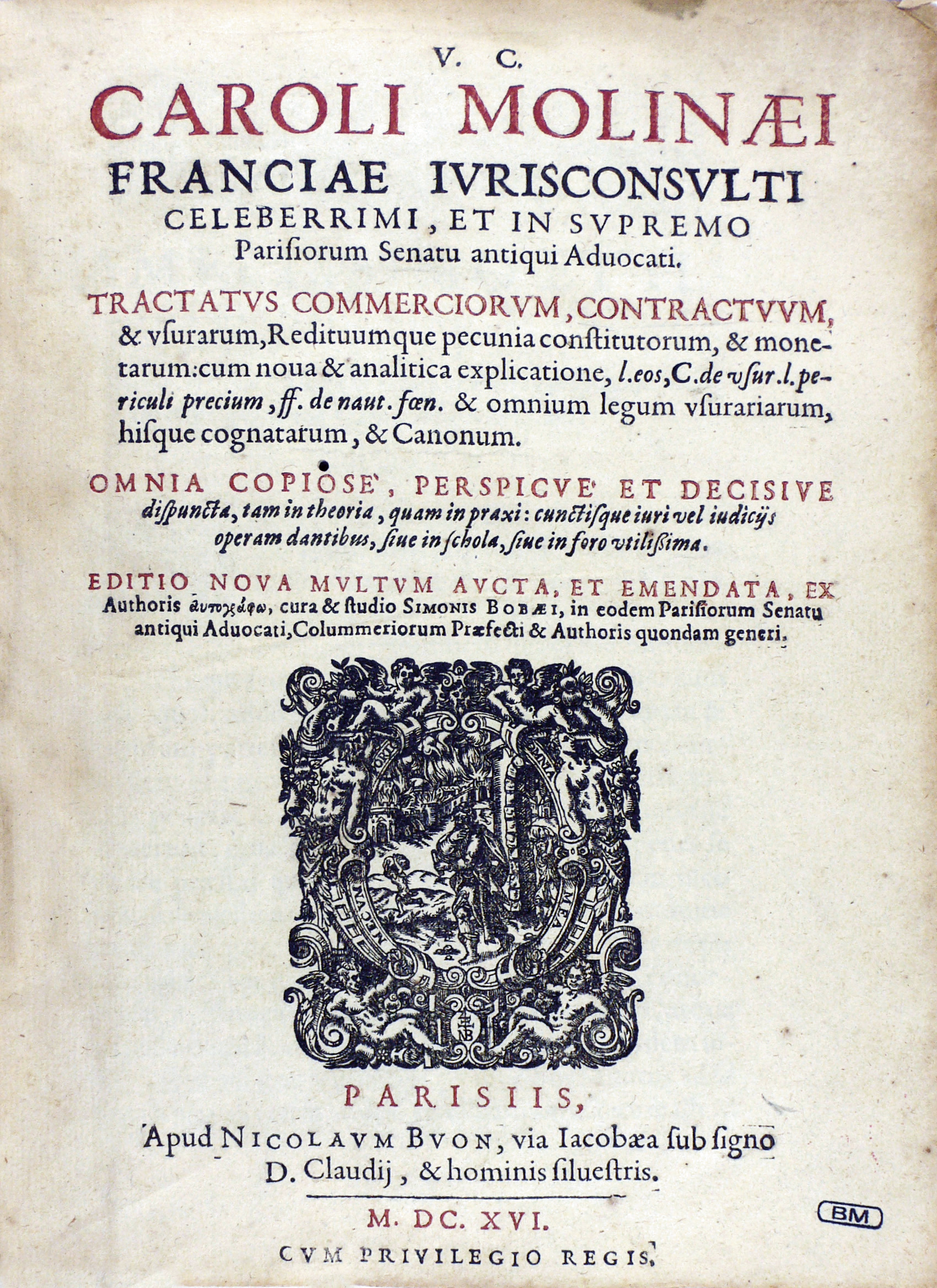
Tractatus commerciorum, 1616.

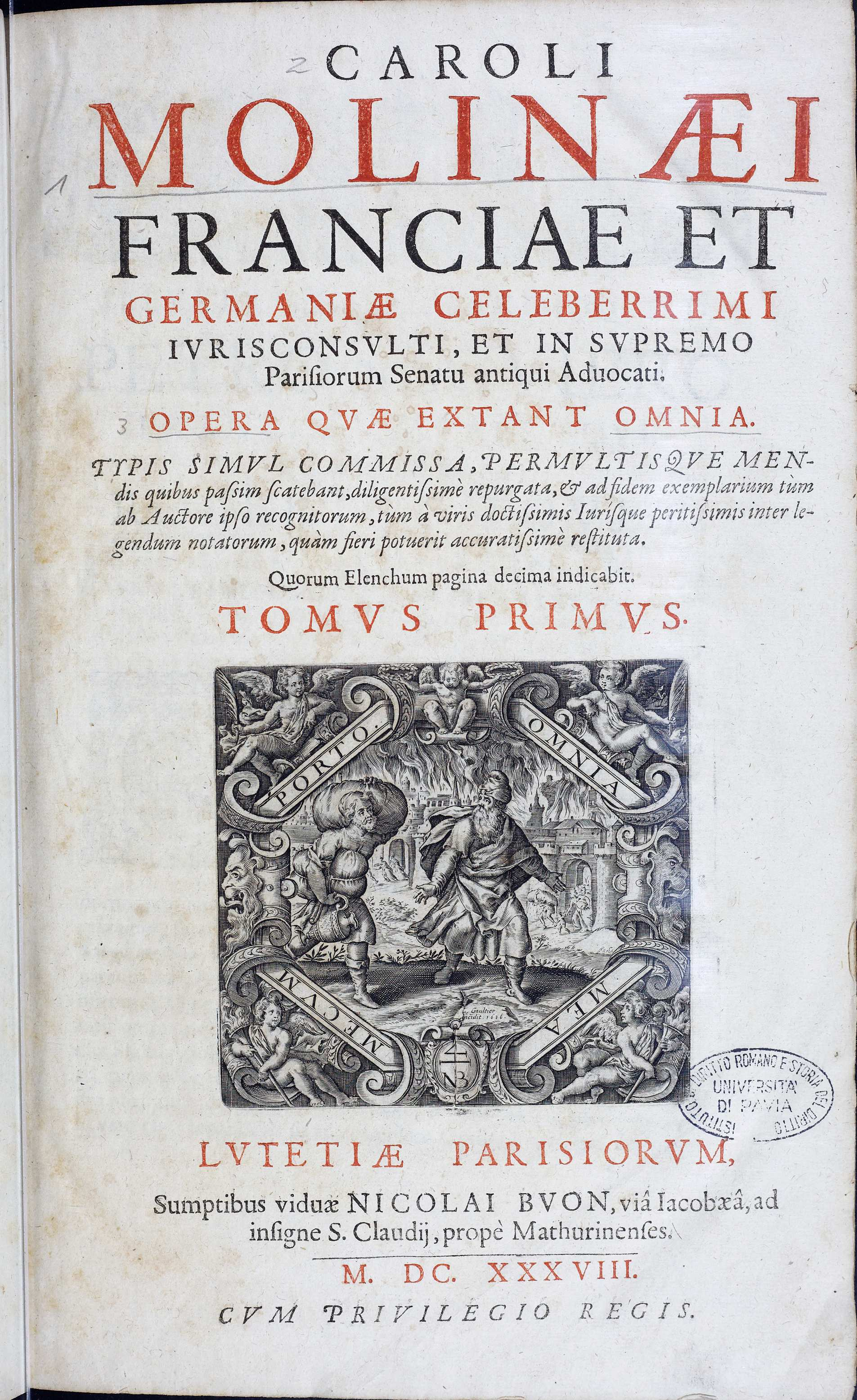
Commentarii in consuetudines parisienses, edition de 1638

- Extricatio labyrinthi dividui et individui, 1530.
- Commentarii in consuetudines parisienses, 1539.
  - (la) Commentarii in consuetudines parisienses, Paris, veuve Nicolas Buon, 1638 (lire en ligne)